# Hubart Scholten
Hubart Gerhard Scholten (Haarlem, 28 april 1886 - Blaricum, 1 december 1955) was 30 jaar lang gemeentesecretaris van de gemeente Zaandam en 9 jaar lid van de provinciale staten van Noord-Holland. Daarnaast vervulde hij diverse bestuurlijke functies bij maatschappelijke instellingen.

## Loopbaan in Zaandam
Mr. Dr. Scholten werd op 26 oktober 1917 benoemd als gemeentesecretaris van Zaandam. Daarvoor was hij leraar staatshuishoudkunde en handelsgeschiedenis in Haarlem. Toen de Zaandamse burgemeester Joris in 't Veld tijdens de Tweede Wereldoorlog werd ontslagen door de bezetters, weigerde Scholten samen te werken met Van Ravenswaay, de NSB-burgemeester die hem per april 1941 opgevolgd was. Op 7 juli 1941 werd Scholten ontslagen en van juli 1942 tot december 1943 verbleef hij als gijzelaar in Kamp Sint-Michielsgestel. Na de bevrijding werd hij onmiddellijk hersteld in zijn functie van gemeentesecretaris. In mei 1945 maakte hij deel uit van de zuiveringscommissie voor het personeel van de gemeente Zaandam.

## Maatschappelijke functies
Naast zijn ambtelijke positie was Scholten voorzitter van de stichting Jeugdherbergen in de Zaanstreek, voorzitter van de Vereniging tot Exploitatie en Beheer van de Openbare Leeszaal en Bibliotheek, en curator van het Zaanlands Lyceum. Hij was van 1946 tot aan zijn overlijden in 1955 lid van de provinciale staten van Noord-Holland namens de PvdA.

## Onderscheidingen
Toen Scholten dertig jaar in dienst was bij de stad werd hij tot ereburger van Zaandam benoemd. Hij was Officier in de Orde van Oranje-Nassau. De Dr. H. G. Scholtenstraat in Zaandam is naar hem vernoemd.